# Dana Stabenow
Dana Stabenow (27 de març de 1952, Anchorage, Alaska) és una autora nord-americana de ciència-ficció, ficció de misteri/crim, suspens/thriller i novel·les històriques d'aventures.

## Biografia
Molts dels llibres de Stabenow es desenvolupen al seu estat natal d'⁣Alaska, on va ser criada per la seva mare soltera que vivia i treballava en un tender de peixos al golf d'Alaska, i inclouen nombroses descripcions de la geografia, la geologia, el clima i la vida salvatge d'Alaska.
Es va llicenciar en periodisme a la Universitat d'Alaska el 1973 i, després de decidir provar-se com a autora, es va matricular més tard al programa de MFA de la UAA.
La seva primera novel·la, Second Star, va ser comprada per Ace Science Fiction el 1990. El van seguir altres dos llibres de ciència-ficció. El seu primer misteri de Kate Shugak, A Cold Day for Murder, va guanyar el premi Edgar al millor original de rústica el 1993. El seu misteri de Kate Shugak de 2011, Encara que no mort, va rebre el premi Nero 2012.
El 2007, Stabenow va ser nomenat artista d'Alaska de l'any als Premis del Governador per a les Arts i les Humanitats.
El 2011, va escriure al seu bloc un article informatiu sobre les seves experiències de lectura infantil i com aquestes la van influir per escriure novel·les policials.